# Bezdomni (film 1931)
Bezdomni (ros. Путёвка в жизнь, trans. Putiowka w żizń) – pierwszy radziecki, dźwiękowy film fabularny przedstawiający realistyczne losy dzieci w Rosji porewolucyjnej. Film ten osiągnął duży sukces na arenie międzynarodowej.